# فرخ حجت کاشانی
فرخ حجت کاشانی (زاده ۱۷ مهر سال ۱۳۲۰ خورشیدی در مشهد) استاد مهندسی برق دانشگاه علم و صنعت ایران و دانشگاه آزاد اسلامی واحد تهران جنوب می‌باشد. وی موفق گردید در سال ۱۳۴۲ از دانشکده فنی دانشگاه تهران در رشته برق و در مقطع کارشناسی فارغ‌التحصیل شود و سپس برای ادامه تحصیل به آمریکا رفت و در سالهای ۱۳۴۸ و ۱۳۵۰ موفق به اخذ فوق لیسانس و سپس دکترای الکترونیک از دانشگاه کالیفرنیا، لس‌آنجلس شد. زمینهٔ تحقیقاتی وی در مقطع کارشناسی ارشد و دکترا پراکندگی امواج و اندازه‌گیری امواج پیکوثانیه بوده‌است. او در دانشکده فنی دانشگاه تهران از دانشجویان نخست وزیر وقت ایران مهدی بازرگان بوده‌است.

## تدریس
وی مقطعی در دانشگاه کالیفرنیا، لس آنجلس و همچنین دانشگاه سیدنی به تدریس دروس مخابراتِ میدان مشغول بوده‌ است.
وی پس از بازگشت به ایران سال‌ها به تدریس در مقاطع کارشناسی، کارشناسی ارشد و دکترا در دانشگاه‌های صنعتی شریف، علم و صنعت و دانشگاه آزاد اسلامی واحد تهران جنوب پرداخت و تاکنون نیز شاگردان بسیاری در زمینه مخابرات و الکترونیک داشته‌است. از درس‌هایی که توسط وی تدریس می‌شود می‌توان به:
میدان و امواج، مایکروویو، اصول سیستم‌های رادار، الکترومغناطیس، الکترونیک، خطوط انتقال، آنتن، الکترومغناطیس پیشرفته، طراحی مدارات فعال مایکروویو، آنتن مخصوص، لامپ‌های مایکروویو و فیلترهای فعال اشاره کرد.

## تألیف و ترجمه
- تقویت‌کننده‌های ترانزیستورهای مایکروویو، گیلرمو گونزالس، انتشارات دانشگاه علم و صنعت، ۱۳۸۷، ترجمه با همکاری مهندس محسن جانی پور
- اصول طراحی مدارهای مایکروویو استریپ، تری ادوارز، انتشارات دانشگاه آزاد اسلامی، ۱۳۸۲، ترجمه با همکاری امیر حاجی ابولی
- آنتن‌های عملی تئوری – طراحی، گوردون جان کینگ، نشر پرتونگار، ۱۳۸۲، ترجمه
- تحلیل مداری و طراحی تقویت‌کننده، انتشارات دانشگاه آزاد اسلامی، ۱۳۷۷، ترجمه با همکاری محمد امیدی
- مقدمه‌ای در مورد آنتن‌ها، انتشارات دانشگاه سمنان، ۱۳۷۶، تصحیح با همکاری مهندس ثنایی
- مدارهای غیرفعال مایکروویو، پیتر آ- ریزی، انتشارات دانشگاه علم و صنعت، ۱۳۷۶، ترجمه با همکاری مهندس خراسانی
- ریز موج‌ها، کی سی گوپتا، انتشارات دانشگاه علم و صنعت، ۱۳۶۹، ترجمه
- مقدمه‌ای بر تئوری آنتن‌ها، انتشارات سپاه، ۱۳۶۸، تصحیح با همکاری دکتر محمد سلیمانی
- کاربردهای تقویت‌کننده عملیاتی مدار مجتمع صوتی، انتشارات سروش، ۱۳۶۶، ترجمه
- سیستم‌های مخابرات ۲ ، انتشارات فنی حسینیان، ۱۳۶۴، ترجمه با همکاری دکتر صفوی نائینی
- آنتن‌ها، انتشارات سروش، ۱۳۶۴، تصحیح و ویرایش با همکاری دکتر زهرا امامی
- طراحی آنتن‌ها، انتشارات هنر، ۱۳۶۳، تصحیح با همکاری دکتر افکار
- سیستم‌های مخابرات الکترونیکی، جورج کندی، انتشارات فنی حسینیان، ۱۳۶۱، ترجمه با همکاری صفی الدین صفوی
- اصول مهندسی مایکروویو، انتشارات فنی حسینیان، ۱۳۶۰، تألیف
- آشکارسازی رادار و سیستم‌های ردگیری، هوانسیان، انتشارات فنی حسینیان، ۱۳۵۹، ترجمه

## پژوهش و مقاله
وی دارای ده‌ها مقالهٔ ارائه شده در سمینارها و کنفرانس‌های معتبر داخلی و خارجی می‌باشد که از آن‌ها می‌توان به جابجایی لامپ‌های مایکروویو با نیمه هادی، بررسی اثر عوامل اندازه‌گیری الکترومغناطیسی، تحلیل و طراحی آنتن دور پیچ، طراحی و ساخت آنتن مایکرو استریپ، شبیه‌سازی حرکت موج صفحه‌ای با روش FDTD، مسئله الکترومغناطیس پراکندگی معکوس و فیلتر کواکسیال مربعی قابل تنظیم اشاره کرد.
پژوهش‌های کاربردی وی نیز در زمینه طراحی و ساخت رادار برای نابینایان، طراحی و ساخت سخنگو برای ناشنوایان، رادار فرودگاه مهرآباد و در بسیاری از شاخه‌های دیگر صورت گرفته‌است.

## افتخارات
ترجمه کتاب «سیستم‌های مخابرات الکترونیکی» در دوره دوم انتخاب کتاب سال جمهوری اسلامی ایران از طرف وزارت فرهنگ و ارشاد اسلامی، به عنوان کتاب سال برگزیده شد. همچنین در چهارمین همایش چهره‌های ماندگار وی در زمینهٔ مهندسی برق به عنوان چهره یِ ماندگار برگزیده شد.